# Victor Vreuls
Victor Vreuls né à Verviers le 4 février 1876 et mort à Saint-Josse-ten-Noode le 26 ou le 27 juillet 1944, est un violoniste, chef d'orchestre et compositeur belge.

## Biographie
Victor Vreuls a fait ses premières études musicales au conservatoire de Verviers, puis il entre au Conservatoire de Liège ou il fut élève de Jean-Théodore Radoux (contrepoint et fugue) et de Sylvain Dupuis (harmonie). Ensuite, il prend des leçons privées auprès de Vincent d'Indy à Paris. En 1901, d'Indy l'engage comme professeur d'harmonie et de violon à la Schola Cantorum de Paris. En 1904, il crée avec Charles Bordes la société de concerts « Camera », spécialisée en musique ancienne. Également en 1904, il reçoit le « Prix Eugène Ysaÿe », pour sa Symphonie pour violon et orchestre. En 1906, il est engagé comme premier directeur du nouveau Conservatoire du Luxembourg, en parallèle il fait carrière internationale de chef d'orchestre. En 1925, il entre dans l'Académie Royale de Belgique, dans la classe des Beaux-Arts et un an plus tard il quitte en raison de santé son poste au conservatoire du Grand-Duché,,.
Le catalogue de ses compositions comprend de la musique de chambre, des œuvres symphoniques, deux opéras, un ballet et des mélodies. Ses œuvres sont influencées par d'Indy et César Franck. Une influence de Richard Wagner se fait également remarquer dans les orchestrations puissantes. Dans plusieurs œuvres, il s'est inspiré de thèmes du folklore ardennais, avec des titres comme « Au bord de l'Amblève »,  « Gerbe ardennaise » ou « En Ardenne ».

## Élèves
- René Bürg (1898-1971), élève de 1920 à 1923 à la Schola Cantorum de Paris.

## Discographie
- Victor Vreuls - Sonates pour piano et violon[4], Diane Andersen, Eliot Lawson, Cypres 2011 (CYP4633).

## Distinction
- Commandeur de l'ordre de Léopold en 1932.